# El Grande
El Grande är ett brädspel för 2-5 spelare, konstruerat av Wolfgang Kramer och Richard Ulrich. Det gavs ut 1995 av Hans im Glück på tyska, av Rio Grande Games på engelska och av 999 Games på holländska. Spelet vann det prestigefyllda priset Spiel des Jahres 1996.